# Il ratto di Europa (vaso)
Il ratto di Europa è uno dei più noti crateri realizzati da Assteas, artista pestano del IV secolo a.C.

## Descrizione
L'attribuzione è certa, dato che il ceramografo incise sulla superficie del vaso sia la sua firma che i nomi delle figure dipinte. Il cratere, appartenente alla tipologia detta "a calice", rientra nel filone della ceramica a figure rosse. È alto circa 70 cm e largo 60 all'apertura.
Sul lato anteriore è rappresentato il mito del ratto di Europa, mentre sul retro è possibile ammirare Dioniso seguito da alcune menadi, un sileno e il dio Pan (tale corteo prende il nome di tiaso).
È stato definito "il vaso più bello del mondo".

## Storia

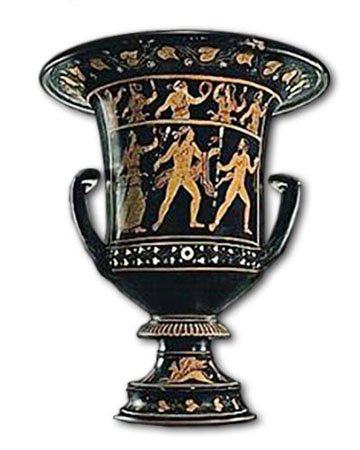
Retro del cratere - Dioniso e il tìaso

Il cratere è stato rinvenuto nei primi anni '70 del Novecento a Sant'Agata de' Goti (in provincia di Benevento), città sorta sulle rovine dell'antica Saticula, da un operaio edile, durante dei lavori di scavo per la rete fognaria. Il carpentiere dapprima si appropriò illegalmente del reperto, poi lo portò a casa, fece alcuni autoscatti con una Polaroid a colori e infine lo vendette sul mercato nero per un milione di lire e un maialino.
Il cratere ha poi seguito la filiera di un'organizzazione criminale dedita al traffico internazionale di reperti storici, venendo depositato in Svizzera in attesa di un acquirente. Da qui, "il ratto di Europa" fu venduto al Getty Museum (Malibù, California). In questa sede fu esposto dal 1981 al 2005.
In seguito a lunghe e complesse indagini dell'Arma dei Carabinieri (Comando Tutela Patrimonio Culturale) è stato possibile riportare il cratere in Italia, grazie alla prova schiacciante di un'istantanea Polaroid ritraente il cratere e l'operaio che lo aveva ritrovato anni addietro.
A partire dal 2007 il vaso è stato esposto in diverse città europee: Roma, Montesarchio, Napoli, Paestum, Parigi, Sant'Agata de' Goti, Milano.
Attualmente il cratere è in esposizione presso il Museo archeologico nazionale del Sannio Caudino nel locale castello di Montesarchio, città situata sul territorio dell'antica Caudium.

## Mass media
La storia del cratere è stata narrata in diversi articoli giornalistici e, in maniera più approfondita, nel romanzo "Il ratto di Europa. Storia del vaso di Assteas" di Aniello Troiano e nel documentario di Michele Porcaro "ASSTEAS - Storia del vaso più bello del mondo" a cui ha collaborato il critico d'arte Vittorio Sgarbi.